# Макшеєво
Макшеєво (рос. Макшеево) — село Клинського району Московської області, входить до складу міського поселення Високовськ. 
Станом на 2010 рік населення становило 32 чоловіка.